# Ichthyurus heidiae
Ichthyurus heidiae es una especie de coleóptero de la familia Cantharidae. Habita en Taiwán.